# Saisonbilanzen des 1. FFC Turbine Potsdam

Vereinswappen

Die Saisonbilanzen des 1. FFC Turbine Potsdam zeigen für jede Saison die Liga, die Platzierung, das Torverhältnis, die Zahl der erreichten Punkte sowie das Abschneiden im DFB-Pokal und dem UEFA Women’s Cup bzw. UEFA Women’s Champions League an. Für einige Spielzeiten werden zusätzlich, sofern bekannt, noch die Anzahl der Siege, Unentschieden und Niederlagen sowie die erfolgreichste Torschützin angegeben.
Der Verein ging aus der am 3. März 1971 gegründeten Sektion Frauenfußball der 1955 gegründeten BSG Turbine Potsdam hervor. Diese benannte sich nach der Wiedervereinigung in SSV Turbine Potsdam um. Die Frauenfußballabteilung spaltete sich am 1. April 1999 vom Mutterverein ab. Der 1. FFC Turbine Potsdam gewann jeweils einmal den UEFA Women’s Cup und die UEFA Women’s Champions League, wurde sechsmal deutscher Meister, dreimal Pokalsieger und gewann sechsmal die DDR-Meisterschaft.

## Legende
- Saison: Nennt die jeweilige Spielzeit.
- Liga: Nennt den Namen der Spielklasse.
- Platz: Nennt die Platzierung. Grün unterlegte Platzierungen kennzeichnen einen Aufstieg während rot unterlegte Platzierungen auf Abstiege hinweisen. Bei gelb unterlegten Platzierungen hat sich die Mannschaft für eine Aufstiegsrunde bzw. für Relegationsspiele qualifiziert.
- Spiele: Nennt die Anzahl der ausgetragenen Spiele.
- S, U, N: Nennt die Anzahl der Siege, Unentschieden und Niederlagen in der Saison.
- Tore: Nennt das in der Saison erreichte Torverhältnis. Die Zahl vor dem Doppelpunkt nennt die Anzahl der erzielte Tore, die Zahl nach dem Doppelpunkt die Anzahl der kassierten Tore.
- Punkte: Nennt die Anzahl der erzielten Punkte. Seit 1995 gilt die Drei-Punkte-Regel.
- Zuschauer: Nennt den Zuschauerschnitt der Saison. Die Daten liegen erst ab 1997 vor.
- DFB-Pokal: Nennt die im Pokal des Demokratischen Frauenbundes bzw. DFB-Pokal erreichte Runde.
- Champions League: Nennt die im UEFA Women’s Cup bzw. UEFA Women’s Champions League erreichte Runde.
- Beste Torschützin: Nennt die Spielerin, die in der jeweiligen Saison die meisten Tore in Ligaspielen erzielt hat. Die Daten liegen erst ab 1997 vor.
- Tore: Nennt die Anzahl der Tore, die die beste(n) Torschützin(nen) in der Saison erzielt haben. Die Daten liegen erst ab 1997 vor.

## Saisonbilanzen

### Im DDR-Spielbetrieb
Im Jahre 1979 wurde die Bestenermittlung eingeführt, an der die Meister der 15 Bezirke der DDR teilnahmen. Nach regionalen Vorrunden gab es eine Endrunde mit vier, später fünf Mannschaften, die im Ligamodus den DDR-Meister ermittelten. Ältere Daten sowie Daten über die Bezirksmeisterschaften liegen nicht vor. 
| Saison | Liga                     | Platz                                          | S                                              | U                                              | N                                              | Tore                                           | Punkte                                         | Pokal             |
| ------ | ------------------------ | ---------------------------------------------- | ---------------------------------------------- | ---------------------------------------------- | ---------------------------------------------- | ---------------------------------------------- | ---------------------------------------------- | ----------------- |
| 1979   | Vorrunde – Gruppe 3      | 2.                                             | 02                                             | 0                                              | 1                                              | 009:4                                          | 04:2                                           | nicht ausgespielt |
| 1980   | Vorrunde – Gruppe 3      | 2.                                             | 01                                             | 0                                              | 1                                              | 006:3                                          | 02:2                                           | nicht ausgespielt |
| 1981   | Vorrunde – Gruppe 3      | 1.                                             | 02                                             | 0                                              | 0                                              | 011:0                                          | 04:0                                           | nicht ausgespielt |
| 1982   | Vorrunde – Gruppe 2      | 1.                                             | 02                                             | 0                                              | 0                                              | 008:0                                          | 04:0                                           | nicht ausgespielt |
| 1982   | Endrunde                 | Meister                                        | 04                                             | 0                                              | 0                                              | 011:0                                          | 08:0                                           | nicht ausgespielt |
| 1983   | Vorrunde – Gruppe 2      | 1.                                             | – 1                                            | – 1                                            | – 1                                            | – 1                                            | – 1                                            | nicht ausgespielt |
| 1983   | Endrunde                 | Meister                                        | 03                                             | 1                                              | 0                                              | 007:0                                          | 07:1                                           | nicht ausgespielt |
| 1984   | Vorrunde – Gruppe 3      | 1.                                             | – 2                                            | – 2                                            | – 2                                            | – 2                                            | – 2                                            | nicht ausgespielt |
| 1984   | Endrunde                 | 2.                                             | 01                                             | 3                                              | 0                                              | 004:1                                          | 05:3                                           | nicht ausgespielt |
| 1985   | Vorrunde – Gruppe A      | 1.                                             | 06                                             | 0                                              | 0                                              | 045:1                                          | 12:0                                           | nicht ausgespielt |
| 1985   | Halbfinale               | BSG Turbine – BSG KWO Berlin 6:0, 3:1          | BSG Turbine – BSG KWO Berlin 6:0, 3:1          | BSG Turbine – BSG KWO Berlin 6:0, 3:1          | BSG Turbine – BSG KWO Berlin 6:0, 3:1          | BSG Turbine – BSG KWO Berlin 6:0, 3:1          | BSG Turbine – BSG KWO Berlin 6:0, 3:1          | nicht ausgespielt |
| 1985   | Finale                   | BSG Turbine – BSG Wismut Karl-Marx-Stadt 2:0 3 | BSG Turbine – BSG Wismut Karl-Marx-Stadt 2:0 3 | BSG Turbine – BSG Wismut Karl-Marx-Stadt 2:0 3 | BSG Turbine – BSG Wismut Karl-Marx-Stadt 2:0 3 | BSG Turbine – BSG Wismut Karl-Marx-Stadt 2:0 3 | BSG Turbine – BSG Wismut Karl-Marx-Stadt 2:0 3 | nicht ausgespielt |
| 1986   | Vorrunde – Gruppe B      | 1.                                             | 06                                             | 0                                              | 0                                              | 030:0                                          | 12:0                                           | nicht ausgespielt |
| 1986   | Halbfinale               | BSG EAB Berlin 47 – BSG Turbine 0:1, 0:1       | BSG EAB Berlin 47 – BSG Turbine 0:1, 0:1       | BSG EAB Berlin 47 – BSG Turbine 0:1, 0:1       | BSG EAB Berlin 47 – BSG Turbine 0:1, 0:1       | BSG EAB Berlin 47 – BSG Turbine 0:1, 0:1       | BSG EAB Berlin 47 – BSG Turbine 0:1, 0:1       | nicht ausgespielt |
| 1986   | Finale                   | BSG Turbine – BSG Motor Halle 4:1 4            | BSG Turbine – BSG Motor Halle 4:1 4            | BSG Turbine – BSG Motor Halle 4:1 4            | BSG Turbine – BSG Motor Halle 4:1 4            | BSG Turbine – BSG Motor Halle 4:1 4            | BSG Turbine – BSG Motor Halle 4:1 4            | nicht ausgespielt |
| 1987   | Vorrunde – Gruppe A      | 1.                                             | 10                                             | 0                                              | 0                                              | 117:1                                          | 20:0                                           | nicht bekannt     |
| 1987   | Zwischenrunde – Gruppe 1 | 2.                                             | 03                                             | 2                                              | 1                                              | 015:6                                          | 08:4                                           |                   |

Zur Saison 1987/88 wurde eine zweigleisige Oberliga eingeführt, dessen Meister in Hin- und Rückspiel den Meister ermittelten. Diese Oberliga wurde in der Saison 1990/91 eingleisig geführt, bevor zur Saison 1991/92 die Mannschaften in den Spielbetrieb des DFB eingegliedert wurden.
| Saison  | Liga              | Platz                                       | S                                           | U                                           | N                                           | Tore                                        | Punkte                                      | Pokal         |
| ------- | ----------------- | ------------------------------------------- | ------------------------------------------- | ------------------------------------------- | ------------------------------------------- | ------------------------------------------- | ------------------------------------------- | ------------- |
| 1987/88 | DDR-Oberliga Nord | 01.                                         | unbekannt                                   | unbekannt                                   | unbekannt                                   | :                                           | :                                           | nicht bekannt |
| 1987/88 | Finale            | BSG Rotation Schlema – BSG Turbine 3:0, 1:3 | BSG Rotation Schlema – BSG Turbine 3:0, 1:3 | BSG Rotation Schlema – BSG Turbine 3:0, 1:3 | BSG Rotation Schlema – BSG Turbine 3:0, 1:3 | BSG Rotation Schlema – BSG Turbine 3:0, 1:3 | BSG Rotation Schlema – BSG Turbine 3:0, 1:3 | nicht bekannt |
| 1988/89 | DDR-Oberliga Nord | 01.                                         | 14                                          | 02                                          | 0                                           | 71:10                                       | 30:02                                       | nicht bekannt |
| 1988/89 | Finale            | BSG Turbine – BSG Rotation Schlema 3:1, 2:3 | BSG Turbine – BSG Rotation Schlema 3:1, 2:3 | BSG Turbine – BSG Rotation Schlema 3:1, 2:3 | BSG Turbine – BSG Rotation Schlema 3:1, 2:3 | BSG Turbine – BSG Rotation Schlema 3:1, 2:3 | BSG Turbine – BSG Rotation Schlema 3:1, 2:3 | nicht bekannt |
| 1989/90 | DDR-Oberliga Nord | 02.                                         | 13                                          | 02                                          | 01                                          | 53:05                                       | 28:04                                       | nicht bekannt |
| 1990/91 | Oberliga Nordost  | 03.                                         | 13                                          | 02                                          | 03                                          | 59:24                                       | 38:08                                       | Finale        |

### Die 1990er Jahre im DFB-Spielbetrieb
| Saison  | Liga                 | Platz | S  | U | N  | Tore  | Punkte | Zuschauer     | DFB-Pokal     | Beste Torschützin | Tore          |
| ------- | -------------------- | ----- | -- | - | -- | ----- | ------ | ------------- | ------------- | ----------------- | ------------- |
| 1991/92 | Regionalliga Nordost | 01.   | 17 | 2 | 01 | 61:09 | 36:04  | nicht bekannt | 1. Runde      | nicht bekannt     | nicht bekannt |
| 1991/92 | Aufstiegsrunde       | 04.   | 0  | 1 | 05 | 04:18 | 01:11  | nicht bekannt | 1. Runde      | nicht bekannt     | nicht bekannt |
| 1992/93 | Regionalliga Nordost | 04.   | 12 | 6 | 04 | 49:20 | 30:14  | nicht bekannt | 1. Runde      | nicht bekannt     | nicht bekannt |
| 1993/94 | Regionalliga Nordost | 01.   | 19 | 2 | 01 | 99:15 | 40:04  | nicht bekannt | 2. Runde      | nicht bekannt     | nicht bekannt |
| 1993/94 | Aufstiegsrunde       | 01.   | 05 | 0 | 01 | 18:08 | 10:02  | nicht bekannt | 2. Runde      | nicht bekannt     | nicht bekannt |
| 1994/95 | Bundesliga Nord      | 06.   | 06 | 2 | 10 | 25:60 | 14:22  | nicht bekannt | Achtelfinale  | nicht bekannt     | nicht bekannt |
| 1995/96 | Bundesliga Nord      | 06.   | 05 | 6 | 07 | 29:41 | 21     | nicht bekannt | 2. Runde      | nicht bekannt     | nicht bekannt |
| 1996/97 | Bundesliga Nord      | 05.   | 08 | 3 | 07 | 32:29 | 27     | nicht bekannt | Halbfinale    | nicht bekannt     | nicht bekannt |
| 1996/97 | Relegation           | 01.   | 04 | 2 | 0  | 17:03 | 14     | nicht bekannt | Halbfinale    | nicht bekannt     | nicht bekannt |
| 1997/98 | Bundesliga           | 06.   | 09 | 3 | 10 | 34:43 | 30     | 0217          | Achtelfinale  | Tanja Walther     | 07            |
| 1998/99 | Bundesliga           | 04.   | 07 | 8 | 07 | 41:39 | 29     | 0220          | Halbfinale    | Conny Pohlers     | 09            |
| 1999/00 | Bundesliga           | 04.   | 13 | 2 | 07 | 43:27 | 41     | 0437          | Viertelfinale | Conny Pohlers     | 17            |

### Die 2000er Jahre
| Saison  | Liga       | Platz   | S  | U | N  | Tore   | Punkte | Zuschauer | DFB-Pokal     | Champions League   | Beste Torschützin           | Tore |
| ------- | ---------- | ------- | -- | - | -- | ------ | ------ | --------- | ------------- | ------------------ | --------------------------- | ---- |
| 2000/01 | Bundesliga | 02.     | 13 | 5 | 04 | 063:17 | 44     | 0413      | Halbfinale    | nicht ausgespielt  | Conny Pohlers               | 23   |
| 2001/02 | Bundesliga | 02.     | 14 | 2 | 06 | 056:23 | 44     | 0511      | Halbfinale    | nicht qualifiziert | Conny Pohlers               | 27   |
| 2002/03 | Bundesliga | 02.     | 17 | 4 | 01 | 065:15 | 55     | 1070      | 1. Runde      | nicht qualifiziert | Conny Pohlers               | 13   |
| 2003/04 | Bundesliga | Meister | 20 | 1 | 01 | 096:17 | 61     | 1243      | Sieger        | nicht qualifiziert | Conny Pohlers               | 18   |
| 2004/05 | Bundesliga | 03.     | 16 | 1 | 05 | 079:29 | 49     | 0812      | Sieger        | Sieger             | Anja Mittag & Conny Pohlers | 17   |
| 2005/06 | Bundesliga | Meister | 19 | 2 | 01 | 115:13 | 59     | 1227      | Sieger        | Finale             | Conny Pohlers               | 36   |
| 2006/07 | Bundesliga | 03.     | 13 | 5 | 04 | 051:23 | 44     | 1135      | 2. Runde      | Viertelfinale      | Conny Pohlers               | 09   |
| 2007/08 | Bundesliga | 03.     | 11 | 5 | 06 | 048:32 | 38     | 0961      | Viertelfinale | nicht qualifiziert | Jessica Wich                | 13   |
| 2008/09 | Bundesliga | Meister | 17 | 3 | 02 | 067:19 | 54     | 1102      | Finale        | nicht qualifiziert | Anja Mittag                 | 21   |
| 2009/10 | Bundesliga | Meister | 19 | 2 | 01 | 084:15 | 59     | 1437      | Halbfinale    | Sieger             | Anja Mittag                 | 17   |

### Die 2010er Jahre
| Saison  | Liga       | Platz   | S  | U | N  | Tore   | Punkte | Zuschauer | DFB-Pokal     | Champions League   | Beste Torschützin | Tore |
| ------- | ---------- | ------- | -- | - | -- | ------ | ------ | --------- | ------------- | ------------------ | ----------------- | ---- |
| 2010/11 | Bundesliga | Meister | 19 | 1 | 02 | 067:17 | 58     | 1828      | Finale        | Finale             | Anja Mittag       | 15   |
| 2011/12 | Bundesliga | Meister | 18 | 2 | 02 | 063:10 | 56     | 2535      | Viertelfinale | Halbfinale         | Genoveva Añonma   | 22   |
| 2012/13 | Bundesliga | 02.     | 16 | 1 | 05 | 070:16 | 49     | 2197      | Finale        | Achtelfinale       | Yūki Nagasato     | 18   |
| 2013/14 | Bundesliga | 03.     | 15 | 4 | 03 | 064:20 | 49     | 2533      | 2. Runde      | Halbfinale         | Genoveva Añonma   | 15   |
| 2014/15 | Bundesliga | 04.     | 15 | 3 | 04 | 052:24 | 48     | 2135      | Finale        | nicht qualifiziert | Genoveva Añonma   | 09   |
| 2015/16 | Bundesliga | 07.     | 09 | 3 | 10 | 042:28 | 30     | 1853      | Viertelfinale | nicht qualifiziert | Svenja Huth       | 13   |
| 2016/17 | Bundesliga | 03.     | 16 | 2 | 04 | 042:16 | 50     | 1945      | 2. Runde      | nicht qualifiziert | Tabea Kemme       | 10   |
| 2017/18 | Bundesliga | 04.     | 13 | 6 | 03 | 050:21 | 45     | 1415      | Halbfinale    | nicht qualifiziert | Svenja Huth       | 08   |
| 2018/19 | Bundesliga | 03.     | 12 | 6 | 04 | 059:25 | 42     | 1400      | Viertelfinale | nicht qualifiziert | Lara Prašnikar    | 10   |
| 2019/20 | Bundesliga | 04.     | 12 | 1 | 09 | 052:45 | 37     | 0946      | Viertelfinale | nicht qualifiziert | Lara Prašnikar    | 15   |

### Die 2020er Jahre
| Saison  | Liga          | Platz | S  | U | N  | Tore   | Punkte | Zuschauer | DFB-Pokal     | Champions League   | Beste Torschützin   | Tore |
| ------- | ------------- | ----- | -- | - | -- | ------ | ------ | --------- | ------------- | ------------------ | ------------------- | ---- |
| 2020/21 | Bundesliga    | 04.   | 12 | 3 | 07 | 041:36 | 39     | 0216      | Viertelfinale | nicht qualifiziert | Selina Cerci        | 08   |
| 2021/22 | Bundesliga    | 04.   | 13 | 4 | 05 | 052:29 | 43     | 1204      | Finale        | nicht qualifiziert | Selina Cerci        | 13   |
| 2022/23 | Bundesliga    | 12.   | 02 | 2 | 18 | 013:68 | 08     | 1278      | Achtelfinale  | nicht qualifiziert | Martyna Wiankowska  | 03   |
| 2023/24 | 2. Bundesliga | 01.   | 17 | 4 | 05 | 037:18 | 55     | 0920      | 2. Runde      | nicht qualifiziert | Kim Schneider       | 07   |
| 2024/25 | Bundesliga    | 12.   | 0  | 1 | 21 | 05:73  | 05     | 1671      | Achtelfinale  | nicht qualifiziert | fünf Spielerinnen 1 | 01   |